# پوشنی‌دیس
پوشنی‌دیس ابری که به صورت ورق یا لایه افقی و وسیع گسترش می‌یابد؛ این اصطلاح همراه با ابرهای فرازکومه‌ای و پوشن‌کومه‌ای و گاهی پرساکومه‌ای می‌آید.